# Kanton Avize
Kanton Avize (fr. Canton d'Avize) byl francouzský kanton v departementu Marne v regionu Champagne-Ardenne. Tvořilo ho 18 obcí. Zrušen byl po reformě kantonů 2014.

## Obce kantonu
- Avize
- Brugny-Vaudancourt
- Chavot-Courcourt
- Cramant
- Cuis
- Flavigny
- Gionges
- Grauves
- Les Istres-et-Bury
- Mancy
- Le Mesnil-sur-Oger
- Monthelon
- Morangis
- Moslins
- Oger
- Oiry
- Plivot
- Villers-aux-Bois